# SOCATA TBM
SOCATA TBM 700 (с 2006 — обновлённая модель TBM 850) — французский лёгкий турбовинтовой самолёт общего назначения. Разработан совместно компаниями Mooney Aircraft Company (США) и SOCATA; серийно выпускается предприятием SOCATA с 1988 по настоящее время; к 2009 году выпущено более 450 машин. Производится в нескольких модификациях. Отличается весьма высокими скоростными характеристиками среди сравнимых по размерности и классу турбовинтовых самолётов.

## Разработка. Конструкция самолёта
Ранний прототип самолёта был разработан компанией Mooney Airplane Company (США). В 1985 компания Mooney была приобретена французским предприятием Socata; на основе предыдущего прототипа был разработан совершенно новый турбовинтовой самолёт.
TBM 700 — одномоторный турбовинтовой моноплан с низким расположением крыла и трёхстоечным убирающимся шасси с носовой стойкой. Конструкция в основном цельнометаллическая, за исключением композитов на хвостовом оперении. Пассажировместимость, в зависимости от исполнения салона, составляет 6–7 человек. Первый полёт выполнен в 1988 году, сертификация во Франции и США получена в 1990 году.

## Модели и модификации
- TBM 700A — первая производственная серия с двигателем Pratt & Whitney Canada PT6A-64.
- TBM 700B,TBM 700C1,TBM 700C2 — варианты с улучшенными характеристиками, различиями в компоновке кабины и т. д.
- TBM 850 — модель, выпускающаяся с 2006. Установлен более мощный двигатель Pratt & Whitney PT6A-66D мощностью 850 л. с. (634 кВт).

## Лётно-технические характеристики
- Экипаж: 1–2 человека
- Пассажировместимость: до 6 человек (включая пилотов)
- Длина: 10,65 м
- Размах крыльев: 12,68 м
- Высота: 4,36 м
- Вес пустого: 2132 кг
- Максимальный взлётный вес: 3354 кг
- Силовая установка: 1 × ТВД Pratt & Whitney Canada PT6A-66D, мощность 850 л.с.
- Максимальная скорость: 593 км/ч
- Крейсерская скорость: 467 км/ч
- Дальность полёта: 2813 км
- Практический потолок: 9450 м (прим. 31500 футов)
- Скороподъёмность: 12,09 м/с